# Mesaieed
Mesaieed (Arabisch: مسيعيد) is een stad in Qatar. Het is sinds 1949 uitgegroeid tot een van de belangrijkste havenplaatsen van het land. Mesaieed telde in 2004 bij de volkstelling 12.674 inwoners.

## Ligging
Mesaieed ligt ongeveer 50 kilometer ten zuiden van de hoofdstad Doha. Aan het oosten grenst Mesaieed aan de Perzische Golf en aan de land kant is het omsloten door de provincie Al Wakrah.

## Economie
Na de ontdekking en ontwikkeling van het Dukhan-olieveld in het westen van Qatar werd Mesaieed aangewezen als haven voor de export van aardolie uit het land. Vanuit zee was de haven goed bereikbaar en diepstekende schepen konden af- en aanmeren. De olie werd via een pijplijn aangevoerd en in december 1949 werd de eerste tanker met olie geladen.
In 1958 werd een kleine raffinaderij geopend voor de lokale markt en voor de export. Zes jaar later volgde een kunstmestfabriek. In 1978 opende Qatar Steel Company (QASCO) de eerste staalfabriek in de Perzische Golf bij Mesaieed. Dit was ook de eerste industriële activiteit in het gebied die niet direct gerelateerd was aan de energiewinning in het land. Later volgde nog diverse petrochemische fabrieken. In de haven zijn scheepsreparatie faciliteiten aanwezig en de haven is uitgegroeid tot de  belangrijkste van Qatar.
In april 1996 werd Mesaieed Industrial City (MIC) opgericht. Dit bedrijf werd verantwoordelijk voor het beheer van de haven en de ontwikkeling van het omliggende gebied.